# Итои, Сигэсато
Сигэсато Итои (яп. 糸井 重里, род. 10 ноября 1948 года) — японский копирайтер, эссеист, поэт, геймдизайнер, актёр. За пределами Японии более известен как создатель игровой серии «Mother» и симулятора рыбалки «Itoi Shigesato no Bass Tsuri No. 1».

## Творческая биография

### Писательская деятельность
В конце 1970-х Итои начал пробовать себя на литературном поприще. В 1981-м вышел сборник рассказов «На встречу с мечтой», соавтором которого выступил популярный писатель Харуки Мураками. С начала 1980-х Итои занимается копирайтингом. Он разрабатывал рекламные слоганы и писал тексты для рекламных кампаний разных японских брендов. Не желая ограничиваться написанием коммерческих текстов, Итои начинает вести несколько колонок в периодических изданиях, пишет стихи и тексты песен, эссе. Во второй половине 1980-х Итои дебютирует как геймдизайнер, продюсируя для Nintendo собственную ролевую игру «Mother», положившую начало одноимённой серии.
В конце 1990-х Итои знакомится с интернетом. В 1998-м он запускает собственный веб-сайт «Hobo Nikkan Itoi Shinbun» (Почти ежедневные новости Итои), который в настоящее время является основным его проектом. Под лозунгом «Задаём хорошее настроение» Итои публикует на сайте свои наблюдения повседневной жизни, размышления, литературные очерки, интервью и т. д. Вопреки названию, подразумевавшему возможность нерегулярных публикаций, сайт обновляется ежедневно уже более 15 лет.

### Фильмография
Работая в 1980-х над рекламными кампаниями для мультипликационных фильмов студии Ghibli, Итои получил предложение поучаствовать в озвучивании. Его голосом в итоге говорит Тацуо Кусакабе, отец Сацуке и Мэй в японской версии фильма «Мой сосед Тоторо». Также, Итои был судьёй в нескольких сериях японского телешоу «Железный Шеф» и «Эй! Весна пустяков». В качестве актёра Итои дебютировал в 2010 году, исполнив роль профессора в фильме-адаптации произведения Харуки Мураками «Норвежский лес».

### Видеоигры
В 1987-м году, будучи привлечённым для разработки рекламной кампании симулятора свиданий «Nakayama Miho no Tokimeki High School» для платформы Famicom, Итои представил идею своей игры «Mother» ведущему дизайнеру Nintendo Сигэру Миямото и президенту компании Хироси Ямаути. Основной особенностью игры являлось то, что действие её разворачивалось в современной Америке, в то время как коммерчески успешные игры жанра JRPG старались использовать антураж средневековой Европы или научно-фантастическое окружение. Миямото отказал Итои, мотивировав отказ тем, что у него нет опыта работы над видеоиграми, однако после встречи Ямаути настоял на том, чтобы Итои дали возможность реализовать свой проект.
Специально для разработки «Mother» Nintendo учредила студию Ape Inc., исполнительным директором которой был назначен Итои. Позже эта студия разрабатывала остальные игры серии, сценаристом и продюсером которых также становится Итои.

### Прочая деятельность
Сигэсато Итои работал вместе с «Nintendo» над дизайном харамаки.
Итои запустил приложение-инструмент для создания фото под названием «Dokonoko», который разработан специально для использования его домашними животными. Его описали как «Instagram для питомцев».

## Личная жизнь
Итои родился 10 ноября 1948 года в Маэбаси, Гумма. До 2002 года был заядлым курильщиком. В 1993 году Итои женился на японской актрисе Канако Хигути.